# Dermott (Arkansas)
Dermott – miasto w Stanach Zjednoczonych, w stanie Arkansas, w hrabstwie Chicot.